# Mustela lutreolina
Mustela lutreolina (tên tiếng Anh: Indonesian mountain weasel) là một loài động vật có vú trong họ Chồn, bộ Ăn thịt. Loài này được Robinson & Thomas mô tả năm 1917.